# Schaan
Schaan là thành phố lớn nhất Công quốc Liechtenstein. Xã này nằm ở phía bắc thủ đô Vaduz, ở miền trung quốc gia này. Dân số năm 2005 là 5806 người và diện tích là 26,8 km², bao gồm núi và rừng.